# مارسيل باوتشر
مارسيل باوتشر (بالفرنسية: Marcel Boucher)‏ هو مصمم مجوهرات فرنسي، ولد في 1898، وتوفي في 1965.